# Lepidocolaptes leucogaster
A Lepidocolaptes leucogaster a madarak (Aves) osztályának verébalakúak (Passeriformes) rendjébe, valamint a fazekasmadár-félék (Furnariidae) családjába tartozó faj.

## Rendszerezése
A fajt William John Swainson angol ornitológus írta le 1827-ben, a Xiphorhynchus nembe  Xiphorhynchus leucogaster néven.

## Alfajai
- Lepidocolaptes leucogaster leucogaster (Swainson, 1827)
- Lepidocolaptes leucogaster umbrosus R. T. Moore, 1934[2]

## Előfordulása
Mexikó területén honos. Természetes élőhelyei a szubtrópusi vagy trópusi síkvidéki és hegyi esőerdők, valamint lombhullató erdők.

## Megjelenése
Testhossza 24 centiméter, testtömege 30-40 gramm.

## Életmódja
Rovarokkal táplálkozik.

## Természetvédelmi helyzete
Az elterjedési területe nagyon nagy, egyedszáma szintén nagy és ugyan csökken, de még nem éri el a kritikus szintet. A Természetvédelmi Világszövetség Vörös listáján nem fenyegetett fajként szerepel.